# Полное собрание сочинений Пушкина в 20 томах
Полное собрание сочинений Пушкина в 20 томах — издание произведений, критических статей и переписки Александра Сергеевича Пушкина, начатое Российской академией наук в 1990-х годах и продолжающееся в XXI веке. Издание начато Отделением литературы и языка РАН, Пушкинской комиссией РАН и Институтом русской литературы РАН (Пушкинским Домом). Непосредственное руководство изданием ведет Отдел пушкиноведения ИРЛИ и редколлегия во главе с членом-корреспондентом РАН Н. Н. Скатовым.
Начало новому изданию академического собрания сочинений Пушкина было положено изданием в 1994 году «пробного» тома «Стихотворения лицейских лет», подготовку которого на протяжении ряда лет вёл пушкинист М. А. Цявловский. В результате дискуссий на совещаниях и конференциях пушкиноведов по выходу данного тома было принято решение о повторении принципа собрания сочинений, принятого в ходе подготовки предыдущего академического собрания: жанрового при распределении произведений по томам и хронологического — при распределении произведений внутри каждого тома.

## История академических собраний сочинений Пушкина
В истории Российской академии наук (Императорской академии и Академии наук СССР) было две попытки издания полных собраний литературного и эпистолярного наследия Александра Сергеевича Пушкина. Первая была предпринята в канун столетнего юбилея поэта, в 1899 году вышел первый том, затем, в течение трёх десятков лет с большими перерывами, связанными с историческими потрясениями в стране, продолжалась работа по подготовке и изданию отдельных томов, последний из которых вышел из печати в 1929 году. Всего было завершено лишь 6 томов — первые четыре, 9-й (в 2 книгах) и 11-й. В связи с развитием научной мысли, обнаружением новых текстов, неизвестных автографов, снятием цензурных ограничений пушкиноведам в ходе работы над подготовкой становилось понятно, что изначальные планы академического собрания устарели и встала задача вернуться к дискуссии о принципах нового академического, действительно полного собрания.
Принципы нового Полного собрания сочинений Пушкина были выработаны на конференциях 1928 года в Москве и 1933 года в Ленинграде. Было принято решение строить новое издание по жанрово-хронологическому принципу. При составлении нового академического собрания был использован полный свод всех известных и вновь найденных пушкинских текстов. При сверке текстов и в рамках издания были представлены все беловые и черновые варианты, дававшие представление о ходе и динамике творческой мысли поэта. По плану пушкинский текст в собрании должен был сопровождаться обширными источниковедческими, биографическими, историко-литературными комментариями, бывшими неотъемлемой частью подлинно научного академического собрания. Именно совокупность научных исследований была обоснованием выбора основного варианта текста и представляла исследование источников, биографического и историко-литературного фона произведений, художественных особенностей и развития языка. Пилотным примером нового подхода при подготовке академического издания стал изданный в 1935 году 7-й том нового собрания — «Драматические произведения». В его подготовке приняли участие редактор Д. П. Якубович, а также М. П. Алексеев, Г. О. Винокур, Б. В. Томашевский, С. М. Бонди, Н. В. Яковлев, А. Л. Слонимский, Ю. Г. Оксман.
Первый вышедший том нового издания получил превосходные отзывы в научном сообществе, но категорически не устроил руководителей СССР. Кампанию по огульной критике пушкинистов возглавил лично Сталин. Непонимание самих принципов академического собрания вызвало упрёки в выпячивании научного аппарата издания в «ущерб» собственно пушкинскому тексту (несмотря на более компактный шрифт научные комментарии занимали половину страниц тома), а также сомнения в необходимости всех редакций и вариантов пушкинского текста — если Пушкин отказался от тех или иных строк, то зачем печатать «пушкинский брак»? К тому же, скрупулёзная работа над вариантами пушкинского текста и комментариями к нему делала невозможным завершение издания к намеченному властями страны широкому празднованию в 1937 году Пушкинского юбилея — 100-летию смерти поэта. Арест одного из руководителей подготовки собрания Юлиана Оксмана и репрессии против ряда пушкинистов и литературоведов показали бесперспективность споров с коммунистической верхушкой страны. Несмотря на категорические возражения видных пушкинистов и практически завершённую работу по подготовке ряда последующих томов собрания, было принято решение об исключении научного аппарата из состава собрания. При этом пушкинистам удалось отстоять включение всех известных вариантов и редакций пушкинского текста.
Подготовка и печать томов собрания были прерваны с началом Великой Отечественной войны, а затем в ход подготовки собрания вновь вмешалось празднование круглой пушкинской даты, на этот раз — 150-летний юбилей поэта в 1949 году. Партийные функционеры поспешили доложить Сталину, что к очередной пушкинской дате было завершено издание Полного собрания сочинений. Всего было издано 16 томов, четыре из которых — в двух книгах. Поспешный отчёт о завершении работы над собранием оставил «за бортом» три тома, подготовка которых шла полным ходом: том с рисунками Пушкина, собрание рукописных записей Пушкина (сюда входили записи фольклора и короткие деловые послания), а также том указателей (последний был всё же напечатан в 1959 году в рамках ПСС, но не имел нумерации). В 1995—1997 годах Полное собрание сочинений Пушкина было стереотипно переиздано издательством «Воскресенье», в это издание были включены два дополнительных тома — «Рисунки Пушкина» и «Рукою Пушкина», но их качество и полнота не могли претендовать на полноту, которая соответствовала бы требованиям академического собрания.

## Перечень томов
- Пушкин А. С. Полное собрание сочинений. В 20 тт. — С.-Пб.: «Наука»:

- Т. 1. Лицейские стихотворения, (1813—1817). — 1999. — 839 с. — ISBN 5-02-028343-6.
- Т. 2. Кн. 1. Стихотворения. (Петербург. 1817—1820). — 2004. — 739 с. — ISBN 5-02-028415-7.
- Т. 2. Кн. 2. Стихотворения. (Юг. 1820—1824). — 2016. — 1018 с. — ISBN 978-5-02-038308-1.
- Т. 3. Кн. 1. Стихотворения. (Михайловское, 1824—1826). — 2019. — 1119 с. — ISBN 978-5-02-038247-3.
- Т. 7. Драматические произведения. — 2009. — 1069 с. — ISBN 978-5-02-026393-2.
- Т. 9. Кн. 1 и кн. 2. Романы и повести, (1819—1832). — 2024. — 1103 с. — ISBN 978-5-02-028348-8.